# Ennomos niveosericearia
Ennomos niveosericearia là một loài bướm đêm trong họ Geometridae.